# Tanina Cheriet
 (mars 2025).
Si vous disposez d'ouvrages ou d'articles de référence ou si vous connaissez des sites web de qualité traitant du thème abordé ici, merci de compléter l'article en donnant les références utiles à sa vérifiabilité et en les liant à la section « Notes et références ».
Pour les articles homonymes, voir Cheriet.
Tanina Cheriet (en tifinagh : ⵜⴰⵏⵉⵏⴰ ⵛⴻⵔⵢⴻⵜ), née en 1988 ou 1989, est une chanteuse, danseuse, compositrice et musicienne algérienne. Fille du chanteur kabyle Idir, elle a fait ses débuts en tant que choriste et danseuse dans les tournées internationales de son père, avant de s'impliquer dans plusieurs projets musicaux.

## Biographie
Tanina Cheriet est née dans la banlieue parisienne, dans une famille marquée par la musique. Fille d’Idir, figure de la musique kabyle, elle grandit dans un environnement artistique. Tanina découvre la musique, la danse et le théâtre, est exposée aux sonorités kabyles traditionnelles, et apprend à jouer de plusieurs instruments.
Elle commence sa carrière en tant que choriste et danseuse aux côtés de son père. Elle l'accompagnant dans ses tournées internationales, se familiarise avec la scène. Elle chante Là-bas, en duo avec son père.

## Carrière musicale
Dans les tournées de son père, Idir est choriste et danseuse. Elle chante avec lui plusieurs titres lors de ses concerts. Plusieurs duos et titres notables en témoignent :
- Idir & Tanina Cheriet : Là-bas / Dahin ;
- Idir et Tanina Cheriet : Musiques du Sud ;
- Idir & Tanina : Lettres à ma fille ;
- Idir : Sans ma fille (Tbeddel Axxam).

En avril 2023, Tanina Cheriet s'est produite aux côtés du groupe kabyle AmZik, au théâtre Kateb-Yacine de Tizi-Ouzou, en Algérie. C'est sa première prestation dans le pays après la disparition de son père en 2020. Le concert a été très suivi et accueilli avec chaleur. Tanina a rendu un hommage à Idir en interprétant en solo l'une de ses chansons emblématiques. Elle a déclaré : « Je suis heureuse d'être en Kabylie pour représenter ma langue et pour chanter mon père. ».
Elle a également précisé : « Je ne suis pas là pour reprendre le flambeau. Mon père est un monument, personne ne peut prendre sa place », exprimant ainsi sa volonté de tracer son propre chemin tout en restant fidèle à l’héritage artistique de sa famille.
En avril 2023, elle a partagé la scène avec Enrico Macias, lors d'un concert au Palais des Congrès de Paris. Ils ont rendu hommage à Idir en chantant en duo : Snitra.

## Collaborations
Tanina Cheriet a travaillé avec plusieurs artistes, a chanté en plusieurs langues, dont le kabyle, le français et l'espagnol. Elle est intervenue lors de festivals et d'événements internationaux, se faisant une réputation de figure montante de la scène musicale kabyle. Son style mêle tradition et modernité, et fait la promotion de la culture kabyle.

## Hommage à son père
Après le décès de son père en 2020, Tanina Cheriet a participé à plusieurs événements pour honorer sa mémoire. Elle a montré son engagement à préserver l'œuvre de son père, et à transmettre ses valeurs musicales et culturelles.

## Distinctions
- Prix de la reconnaissance du public kabyle, pour son engagement dans la préservation du patrimoine musical kabyle (décerné lors d'un événement hommage à Idir en 2023)
- Participation au festival de la chanson kabyle contemporaine à Paris en 2022.

## Discographie

### Avec Idir
- Là-bas / Dahin (2017) – Duo avec Idir
- Musiques du Sud (2013) – Duo avec Idir
- Lettres à ma fille (2007) – Duo avec Idir
- Sans ma fille (Tbeddel Axxam) – Chœurs avec Idir

### En solo
- Concert hommage – Théâtre Kateb-Yacine, Tizi-Ouzou (2023)

### Collaborations
- Concerts et spectacles en tournée mondiale avec Idir (Europe, Amérique du Nord, Afrique du Nord) entre 2000 et 2020.